# LaToya Thomas
LaToya Monique Thomas (Greenville, 6 de julio de 1981) es una baloncestista estadounidense de la Women's National Basketball Association (WNBA) que ocupa la posición de alero.
Fue reclutada por los Cleveland Rockers en la 1ª posición de la primera ronda del Draft de la WNBA de 2003, equipo donde militó durante ese año para pasar a los San Antonio Silver Stars (2004–2006), Los Angeles Sparks (2007), Detroit Shock (2008) y Minnesota Lynx (2008), entre varios otros equipos.
En 2000, la Conferencia del sureste la nombró tanto la jugadora revelación del año como la novata del año, mientras que en 2002 y 2003 fue galardonada como la jugadora del año por el mismo organismo de la División I de la NCAA.

## Estadísticas

### Totales
| Año                                                                                              | Equipo | J   | JI | MJ   | TC  | ITC  | TC%  | 3P | 3PA | 3P%  | 2P  | 2PA  | 2P%  | TL  | ITL | TL%  | RBO | RBD | RBT | AST | STL | BLK | TOV | PF  | PTS  |
| ------------------------------------------------------------------------------------------------ | ------ | --- | -- | ---- | --- | ---- | ---- | -- | --- | ---- | --- | ---- | ---- | --- | --- | ---- | --- | --- | --- | --- | --- | --- | --- | --- | ---- |
| 2003                                                                                             | CLE    | 32  | 25 | 852  | 137 | 296  | .463 | 0  | 6   | .000 | 137 | 290  | .472 | 71  | 90  | .789 | 63  | 101 | 164 | 37  | 28  | 13  | 42  | 62  | 345  |
| 2004                                                                                             | SAS    | 31  | 30 | 964  | 171 | 350  | .489 | 3  | 8   | .375 | 168 | 342  | .491 | 95  | 113 | .841 | 48  | 90  | 138 | 42  | 25  | 11  | 56  | 99  | 440  |
| 2005                                                                                             | SAS    | 21  | 12 | 505  | 69  | 161  | .429 | 3  | 7   | .429 | 66  | 154  | .429 | 44  | 49  | .898 | 18  | 50  | 68  | 22  | 7   | 8   | 33  | 42  | 185  |
| 2006                                                                                             | SAS    | 19  | 0  | 369  | 56  | 124  | .452 | 0  | 0   |      | 56  | 124  | .452 | 45  | 59  | .763 | 27  | 55  | 82  | 22  | 14  | 7   | 27  | 49  | 157  |
| 2007                                                                                             | LAS    | 27  | 7  | 487  | 77  | 174  | .443 | 16 | 38  | .421 | 61  | 136  | .449 | 38  | 46  | .826 | 27  | 34  | 61  | 32  | 9   | 7   | 29  | 63  | 208  |
| 2008                                                                                             | TOT    | 20  | 0  | 187  | 23  | 53   | .434 | 5  | 9   | .556 | 18  | 44   | .409 | 4   | 9   | .444 | 10  | 20  | 30  | 4   | 3   | 1   | 20  | 19  | 55   |
| 2008                                                                                             | DET    | 7   | 0  | 40   | 4   | 15   | .267 | 0  | 2   | .000 | 4   | 13   | .308 | 0   | 0   |      | 2   | 3   | 5   | 1   | 1   | 1   | 2   | 3   | 8    |
| 2008                                                                                             | MIN    | 13  | 0  | 147  | 19  | 38   | .500 | 5  | 7   | .714 | 14  | 31   | .452 | 4   | 9   | .444 | 8   | 17  | 25  | 3   | 2   | 0   | 18  | 16  | 47   |
| Carrera                                                                                          |        | 150 | 74 | 3364 | 533 | 1158 | .460 | 27 | 68  | .397 | 506 | 1090 | .464 | 297 | 366 | .811 | 193 | 350 | 543 | 159 | 86  | 47  | 207 | 334 | 1390 |
| Notas: J=Juegos; JI=Juegos iniciales; MJ=Minutos jugados; ITC=Intentos de TC; ITL=Intentos de TL |        |     |    |      |     |      |      |    |     |      |     |      |      |     |     |      |     |     |     |     |     |     |     |     |      |

### Por juego
| Año                                                                                              | Equipo | J   | JI | MJ   | TC  | ITC  | TC%  | 3P  | 3PA | 3P%  | 2P  | 2PA  | 2P%  | TL  | ITL | TL%  | RBO | RBD | RBT | AST | STL | BLK | TOV | PF  | PTS  |
| ------------------------------------------------------------------------------------------------ | ------ | --- | -- | ---- | --- | ---- | ---- | --- | --- | ---- | --- | ---- | ---- | --- | --- | ---- | --- | --- | --- | --- | --- | --- | --- | --- | ---- |
| 2003                                                                                             | CLE    | 32  | 25 | 26.6 | 4.3 | 9.3  | .463 | 0.0 | 0.2 | .000 | 4.3 | 9.1  | .472 | 2.2 | 2.8 | .789 | 2.0 | 3.2 | 5.1 | 1.2 | 0.9 | 0.4 | 1.3 | 1.9 | 10.8 |
| 2004                                                                                             | SAS    | 31  | 30 | 31.1 | 5.5 | 11.3 | .489 | 0.1 | 0.3 | .375 | 5.4 | 11.0 | .491 | 3.1 | 3.6 | .841 | 1.5 | 2.9 | 4.5 | 1.4 | 0.8 | 0.4 | 1.8 | 3.2 | 14.2 |
| 2005                                                                                             | SAS    | 21  | 12 | 24.0 | 3.3 | 7.7  | .429 | 0.1 | 0.3 | .429 | 3.1 | 7.3  | .429 | 2.1 | 2.3 | .898 | 0.9 | 2.4 | 3.2 | 1.0 | 0.3 | 0.4 | 1.6 | 2.0 | 8.8  |
| 2006                                                                                             | SAS    | 19  | 0  | 19.4 | 2.9 | 6.5  | .452 | 0.0 | 0.0 |      | 2.9 | 6.5  | .452 | 2.4 | 3.1 | .763 | 1.4 | 2.9 | 4.3 | 1.2 | 0.7 | 0.4 | 1.4 | 2.6 | 8.3  |
| 2007                                                                                             | LAS    | 27  | 7  | 18.0 | 2.9 | 6.4  | .443 | 0.6 | 1.4 | .421 | 2.3 | 5.0  | .449 | 1.4 | 1.7 | .826 | 1.0 | 1.3 | 2.3 | 1.2 | 0.3 | 0.3 | 1.1 | 2.3 | 7.7  |
| 2008                                                                                             | TOT    | 20  | 0  | 9.4  | 1.2 | 2.7  | .434 | 0.3 | 0.5 | .556 | 0.9 | 2.2  | .409 | 0.2 | 0.5 | .444 | 0.5 | 1.0 | 1.5 | 0.2 | 0.2 | 0.1 | 1.0 | 1.0 | 2.8  |
| 2008                                                                                             | DET    | 7   | 0  | 5.7  | 0.6 | 2.1  | .267 | 0.0 | 0.3 | .000 | 0.6 | 1.9  | .308 | 0.0 | 0.0 |      | 0.3 | 0.4 | 0.7 | 0.1 | 0.1 | 0.1 | 0.3 | 0.4 | 1.1  |
| 2008                                                                                             | MIN    | 13  | 0  | 11.3 | 1.5 | 2.9  | .500 | 0.4 | 0.5 | .714 | 1.1 | 2.4  | .452 | 0.3 | 0.7 | .444 | 0.6 | 1.3 | 1.9 | 0.2 | 0.2 | 0.0 | 1.4 | 1.2 | 3.6  |
| Carrera                                                                                          |        | 150 | 74 | 22.4 | 3.6 | 7.7  | .460 | 0.2 | 0.5 | .397 | 3.4 | 7.3  | .464 | 2.0 | 2.4 | .811 | 1.3 | 2.3 | 3.6 | 1.1 | 0.6 | 0.3 | 1.4 | 2.2 | 9.3  |
| Notas: J=Juegos; JI=Juegos iniciales; MJ=Minutos jugados; ITC=Intentos de TC; ITL=Intentos de TL |        |     |    |      |     |      |      |     |     |      |     |      |      |     |     |      |     |     |     |     |     |     |     |     |      |